# André Brink
André Philippus Brink (Vrede, 29 maggio 1935 – Città del Capo, 6 febbraio 2015) è stato uno scrittore sudafricano autore sia in lingua inglese sia in lingua afrikaans e professore universitario a Città del Capo, città dove risiedeva.
È noto soprattutto per l'intensa attività letteraria negli anni sessanta, che l'ha portato a essere assieme al più noto scrittore e pittore Breyten Breytenbach, la figura chiave del movimento Sestigers, del quale facevano parte autori come Etienne Leroux, Jan Rabie, Ingrid Jonker, Adam Small e Bartho Smit.
Molto critico nei confronti del regime dell'apartheid, è stato professore emerito di afrikaans presso l'Università di Città del Capo. Ha ricevuto diverse nomination al Premio Nobel per la letteratura oltre ad aver vinto il Prix Médicis nel 1980.
È morto nel 2015 all'età di 79 anni dopo essere rientrato in Sudafrica con un volo partito dal Belgio, dove aveva ricevuto una laurea honoris causa da parte dell'Université catholique de Louvain.

## Opere
- Il prezzo della vita (Lobola vir die lewe), 1962
- Orgia (Orgie), 1965
- The Ambassador, or File on a Diplomat  (1967)
- Looking on Darkness (1974)
- An Instant in the Wind (1976), trad. Hilia Brinis, Un istante nel vento, Rizzoli, Milano 1988
- Rumours of Rain (1978)
- A Dry White Season (1979), trad. Eileen Romano, Un'arida stagione bianca, Frassinelli, Milano 1989
- A Chain of Voices (1981)

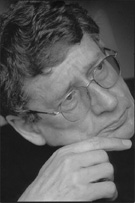

- Mapmakers: Writing in a State of Siege (1983)
- The Wall of the Plague (1984)
- A Land Apart: A Contemporary South African Reader (a cura di), in collaborazione con J. M. Coetzee (1986)
- States of Emergency (1988)
- An Act of Terror (1991)
- On the Contrary (1993)
- The First Life of Adamastor (1993), trad. Pietro Deandrea, La prima vita di Adamastor, o Sull'origine del Capo delle Tempeste, Instar libri, Torino 1994
- Imaginings of Sand (1996), trad. Raul Montanari, La polvere dei sogni, Feltrinelli, Milano 1997
- Reinventing a Continent: Writing and Politics in South Africa (1982-1995), con introduzione di Nelson Mandela (1996), trad. Federica Angelucci, Ieri e vicino. Scritti sul Sudafrica, a cura di Itala Vivan, Le vespe, Pescara 2001
- Devil's Valley (1998), trad. Manuela Frassi, La valle del diavolo, Le vespe, Pescara 2000
- The Novel: Language and Narrative from Cervantes to Calvino (1998)
- The Rights of Desire (2000), trad. Vincenzo Mantovani, Desiderio, Feltrinelli, Milano 2001
- Anderkant die Stilte (2002), trad. inglese The Other Side of Silence
- Before I Forget (2004)
- Praying Mantis (2005)
- The Blue Door (2006)
- Other Lives (2008)
- A Fork in the Road (2009)
- Philida (2012)